# Scordyliodes subtessellata
Scordyliodes subtessellata är en fjärilsart som beskrevs av Paul Dognin 1906. Scordyliodes subtessellata ingår i släktet Scordyliodes och familjen mätare. Inga underarter finns listade.